# Vallemaio
Vallemaio ist eine Gemeinde in der Provinz Frosinone in der italienischen Region Latium mit 895 Einwohnern (Stand 31. Dezember 2023). Sie liegt 141 km südöstlich von Rom und 63 km südöstlich von Frosinone.
|  |

## Geographie
Vallemaio liegt in den Monti Aurunci am Fuß des Monte Maio (940 m). Es ist Mitglied der Comunità Montana L’Arco degli Aurunci.
Die Nachbarorte sind Castelforte (LT), Castelnuovo Parano, Coreno Ausonio, San Giorgio a Liri, Sant’Andrea del Garigliano und Sant’Apollinare.

## Bevölkerungsentwicklung
| Jahr      | 1861 | 1881 | 1901 | 1921 | 1936 | 1951 | 1971 | 1991 | 2001 |
| --------- | ---- | ---- | ---- | ---- | ---- | ---- | ---- | ---- | ---- |
| Einwohner | 1195 | 1226 | 1523 | 1725 | 1658 | 1552 | 1116 | 1137 | 1052 |

Quelle: ISTAT

## Politik
Fabio Merucci (Bürgerliste) wurde im Juni 2004 zum Bürgermeister gewählt. Mit dem Datum des 26. Mai 2014 amtiert er weiterhin in diesem Amte.